# House Party 2
House Party 2 ist eine US-amerikanische Filmkomödie aus dem Jahr 1991. Es ist die Fortsetzung von House Party.

## Handlung
Pop ist tot und sein Sohn Kid steht vor seinem ersten Tag auf dem College. Ihm plagen die Gewissensbissen, ob er dem Wunsch seines Vaters nach kommt und mit der Universitätsausbildung etwas ernsthaftes lernt oder ob er sein Talent für eine musikalische Karriere einbringen soll. Da ihm die Gemeinde allerdings das Gebühren fürs College finanziert, fällt die Wahl, zur Missgunst seines besten Freundes Play für die Ausbildung. Play glaubt nämlich mit Sheila Landreaux eine Plattenproduzentin gefunden zu haben, die ihm einen Vertrag verspricht. Da sie aber aktuell Geldnöte plagen, springt Play mit Kids Collegegeld bei.
Kid plagt sich derweil auf dem College mit Zora, der feministischen Zimmergenossin seiner Freundin Sidney und einem Kurs über Malcolm X rum, bevor er merkt, dass ihm das Geld fehlt. Play versucht es wiederzubekommen, aber die Plattenfirma kennt keine Sheila, wodurch er merkt, dass er einer Betrügerin aufgesessen ist. Das Geld ist also weg und Kid muss sich irgendwie einfallen lassen, wie er weiterhin an der Uni bleiben kann. Er nimmt dazu einen Job in der Küche an, während sich Play und Bilal überlegen mit Hilfe einer House Party auf dem College das nötige Geld zu verdienen, um Kids Gebühren bezahlen zu können. Nachdem Miles versucht sich Kids Freundin Sidney zu nähern, lässt er es einrichten, dass Kid seinen Studentenstatus verliert, wodurch er auch nicht mehr als Küchenhilfe arbeiten kann.
Derweil wollen Stab und seine Jungs, die einen Job beim Sicherheitsdienst der Hochschule erhalten haben, die Party verhindern. Während sie erfolglos versuchen die Party zu finden, entdeckt Play durch Zufall Sheila auf der Party und verfolgt sie. Es kommt zu einer größeren Verfolgungsjagd, die auf dem Dach endet. Die Probleme werden gelöst. Sidney kommt wieder mit Kid zusammen und die Feier kann erfolgreich weiter gehen. Bis Stab und seine Jungs plötzlich die Feier stören. Dekan Kramer erscheint, lobt Stab für seinen Einsatz, beendet die Party, feuert Miles und anschließend wird auch noch Sheila verhaftet. Zum Schluss glaubt Kid die Uni wegen Geldproblemen verlassen zu müssen. Er verabschiedet sich von allen und meint, irgendwann wieder zu kommen. Doch Play übergibt ihm das notwendige Geld und meint, dass er es als Investition ansieht. Kid kann also doch auf der Universität bleiben.

## Kritik
„Wesentlich stärker um ernsthafte Satire bemüht als sein Vorgänger, stellt der Film vor allem die schwarze Identität, aber auch die weibliche in den Mittelpunkt. Flachen Klamauk gibt es kaum, und auch die Synchronisation versteht es, den Wortwitz zu transportieren.“

## Veröffentlichung
Der Film startete am 25. Oktober 1991 in den US-Kinos und konnte bei einem Produktionsbudget von 5 Mio. US-Dollar etwas mehr als 19 Mio. US-Dollar einspielen. In Deutschland wurde er am 15. Juni 1993 direkt auf VHS veröffentlicht. Seit dem 1. September 2005 ist der Film auch als deutschsprachige DVD erhältlich.